# Éva Janikovszky

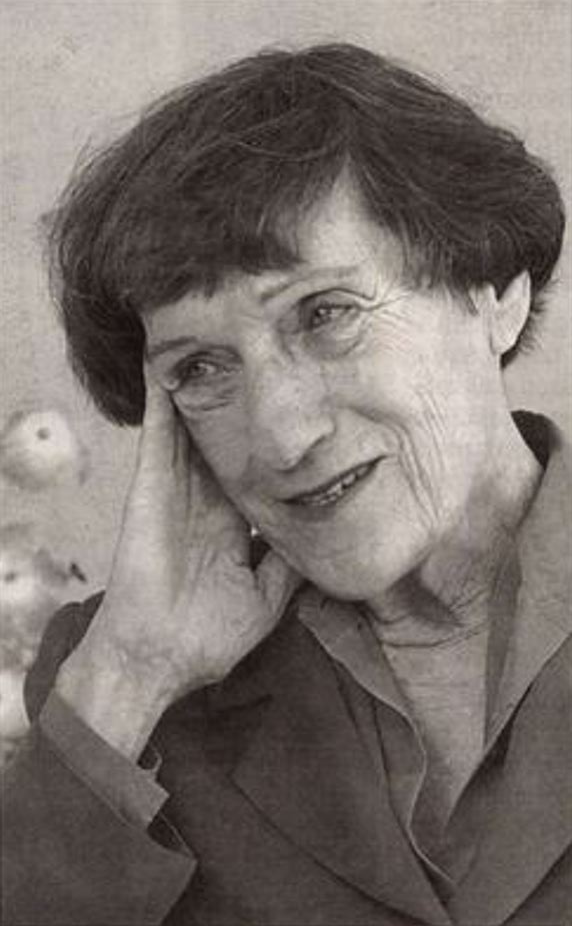
Éva Janikovszky (2001)

Éva Janikovszky (* 23. April 1926 als  Éva Etelka Nametta Kucses in Szeged, Königreich Ungarn; † 14. Juli 2003 in Budapest) war eine ungarische Schriftstellerin. Besondere Bekanntheit erlangte sie durch ihre Kinderbücher, welche in mehr als 30 Sprachen übersetzt wurden.

## Leben
Janikovszky studierte von 1944 bis 1948 Philosophie und Volkskunde an der Universität Szeged sowie von 1948 bis 1950 Philosophie, Psychologie und Politische Ökonomie an der Eötvös-Loránd-Universität in Budapest, wo sie 1950 ihr Diplom als Lehrerin erhielt.
Von 1950 bis 1953 arbeitete sie als Referentin für das Kultusministerium im Bereich Lehrbücher, danach für vier Jahre als Lektorin im Jugendbuchverlag (Ifjúsági Könyvkiadó). Später wurde sie Chefredakteurin des Ferenc Móra Verlages.
Ihr erstes Buch Csip-Csup erschien 1957. Sie thematisierte in ihren Büchern oftmals die Beziehung von Kindern und Erwachsenen anhand alltäglicher Erfahrungen und Konflikte. Daneben schrieb sie Drehbücher für Filme, arbeitete für Zeitschriften und trat in Radio- und Fernsehsendungen auf. Aus manchen ihrer Bücher entstanden Animations- oder Fernsehfilme.
Viele ihrer Texte wurden von dem Graphiker László Réber (1920–2001) illustriert und bilden so eine unverkennbare Einheit.

## Persönliches
Sie heiratete 1952 den Arzt Béla Janikovszky, 1955 wurde der Sohn János geboren.
Ihr Grab befindet sich auf dem Farkasréti temető (Friedhof Farkasrét) in Budapest.

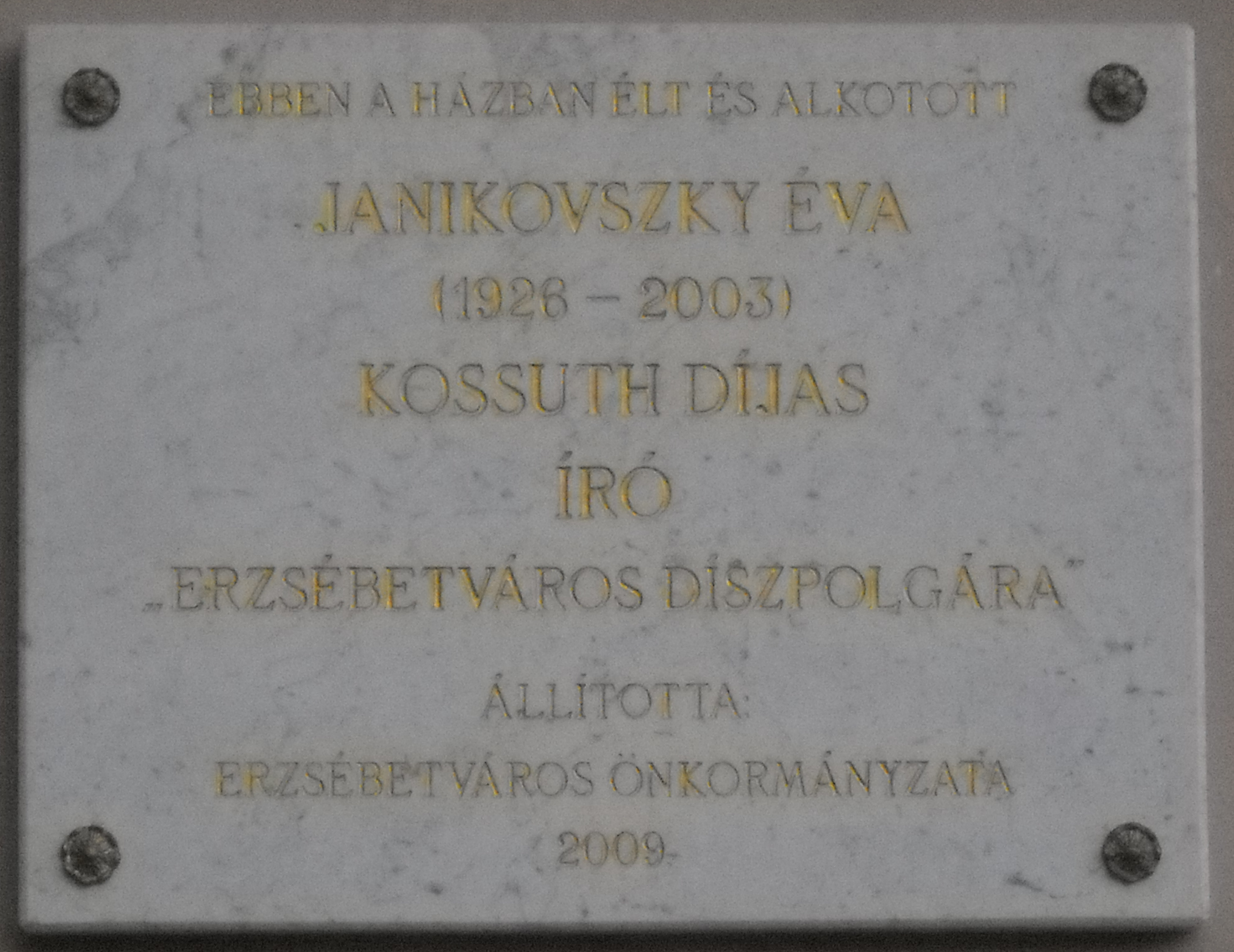
Gedenktafel für Éva Janikovszky in der Bajza utca 8 in Budapest
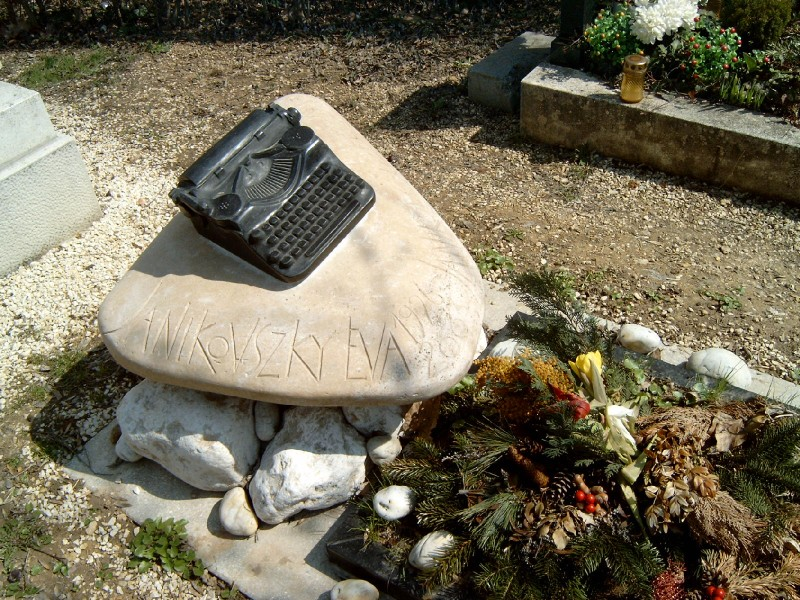
Grabmal von Éva Janikovszky

## Würdigung
Janikovszky wurde mit mehr als einem Dutzend Preisen ausgezeichnet, unter anderem 1973 mit dem Deutschen Jugendbuchpreis, dem Attila-József-Preis und dem Kossuth-Preis. Sie ist Ehrenbürgerin von Erzsébetváros. Seit 2004 gibt es eine Éva-Janikovszky-Stiftung.

## Werke
| - Csip-Csup, 1957 - Szalmaláng, 1960 - Aranyeső, 1962 - Te is tudod?, 1962 - Ha én felnőtt volnék, 1965 - Akár hiszed, akár nem, 1966 - Jó nekem, 1967 - Felelj szépen, ha kérdeznek, 1968 - Bertalan és Barnabás, 1969 - Málnaszörp és szalmaszál, 1970 - Velem mindig történik valami, 1972 - Kire ütött ez a gyerek?, 1974 - Már óvodás vagyok, 1975 - A nagy zuhé, 1976 | - A lemez két oldala, 1978 - Már megint, 1978 - Az úgy volt ..., 1980 - Már iskolás vagyok, 1983 - Örülj, hogy fiú!, 1983 - Örülj, hogy lány!, 1983 - A Hét bőr, 1985 - My Own Budapest Guide, 1991 - Felnőtteknek írtam, 1997 - Mosolyogni tessék!, 1998 - Cvikkedli, 1999 - Ájlávjú, 2000 - De szép ez az élet!, 2001 - Ráadás, 2002 |